# Ozark Jubilee
Ozark Jubilee war die erste, von einem großen US-amerikanischen Netz zur Hauptsendezeit übertragene Fernsehshow mit Country-Musik.

## Geschichte
Ein lokaler Vorläufer wurde 1953 von Ely E. Siman in Springfield (Missouri) ins Leben gerufen. Am 22. Januar 1955 wurde die Show erstmals von ABC landesweit im Fernsehen ausgestrahlt. Die Übertragung aus dem Springfielder Jewell Theater dauerte meist eine Stunde, ab Mitte 1955 ein Jahr lang 90 Minuten. Moderator war der renommierte Country-Musiker Red Foley. Nachdem Foley wegen Steuerhinterziehung vor Gericht erscheinen musste, wurde die Show im September 1960 eingestellt.
Das Ozark Jubilee vermittelte erstmals einem US-weiten Fernsehpublikum einen auch optischen Eindruck von zeitgenössischer Country-Musik. Für viele bisher nur regional bekannte Musiker stellte die Show ein wichtiges Karrieresprungbrett dar. Brenda Lee, Porter Wagoner, Wanda Jackson und andere wurden hier erstmals einem breiten Publikum bekannt.

## Mitglieder (Auswahl)
| - Susie Arden - Eddy Arnold - The Browns - Smiley Burnette - Shirley Caddell - Bill Carlisle - Merl Lindsay - Arlie Duff | - Johnny Gailey - Hawkshaw Hawkins - Wanda Jackson - Sonny James - Norma Jean - Jubilaires - Brenda Lee | - Bobby Lord - Brian "Doc" Martin - Grady Martin - Marksmen (Foggy River Boys) - Paul Mitchell - Bob Moore - Penny Nichols | - Philharmonics - Webb Pierce - Marvin Rainwater - Jean Shepard - Zed Tennis - Leroy Van Dyke - Porter Wagoner |  |

## Gäste
| - Roy Acuff - David „Stringbean“ Akeman - Rex Allen - Chet Atkins - Gene Autry - Boyd Bennett - Johnny Bond - Pat Boone - Margie Bowes - Carter Family - Johnny Cash - Don Cherry - Buddy Childers - Lew Childre - Sanford Clark - Patsy Cline - Cowboy Copas - Jimmie Davis | - Jimmy Dean - Little Jimmy Dickens - Rusty Draper - Jimmy Driftwood - Tommy Duncan - Original Gospel Harmonettes - Bobby Helms - Johnny Horton - Homer and Jethro - David Houston - Jan Howard - Ferlin Husky - Stonewall Jackson - Betty Johnson - George Jones - Grandpa Jones - Pee Wee King - Roy Lanham | - Snooky Lanson - Hank Locklin - Little Eller Long - Leon McAuliffe - Frankie Miller - Patsy Montana - George Morgan - Oklahoma Wranglers - Buck Owens - Bashful Brother Oswald - Minnie Pearl - Carl Perkins - Ray Price - Jim Reeves - Don Reno - Tex Ritter - Marty Robbins - Margie Singleton | - Carl Smith - Bill Strength - Tom Tall - Hank Thompson - Mel Tillis - Mitchell Torok - Merle Travis - June Valli - Jimmy Wakely - June Webb - Kitty Wells - Speedy West - Tex Williams - Bob Wills - Jim Wilson - Del Wood - Faron Young |  |